# 5697 Arrhenius
5697 Arrhenius è un asteroide della fascia principale del diametro medio di circa 19,7 km. Scoperto nel 1960, presenta un'orbita caratterizzata da un semiasse maggiore pari a 3,1465756 UA e da un'eccentricità di 0,0633506, inclinata di 13,69334° rispetto all'eclittica.
Intitolato a Svante August Arrhenius, un chimico e fisico svedese, premio Nobel per la chimica nel 1903.